# Platybunus triangularis
Platybunus triangularis is een hooiwagen uit de familie echte hooiwagens (Phalangiidae).